# Jo Niemantsverdriet-Leenheer

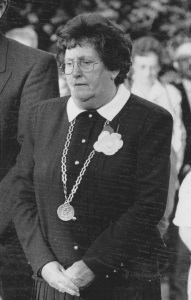
Burgemeester J.L. Niemantsverdriet-Leenheer tijdens de dodenherdenking (1990)

Johanna Louwerina (Jo) Niemantsverdriet-Leenheer (Rotterdam, 1 april 1926 – Goes, 20 februari 2009) was een Nederlands politicus van de VVD.
Haar vader Pieter Leenheer (1890-1952) was directeur van een Rotterdam bergings- en transportbedrijf. In 1938, toen Jo nog maar 12 was, overleed haar moeder. Na de mulo deed ze van 1942 tot 1944 de opleiding huishoudkundige voor inrichtingen aan de Rijks Hoge School in Rotterdam. Na de oorlog werkte ze ongeveer 10 jaar bij het bedrijf van haar vader waar ze op het kantoor actief was maar ook fungeerde als directiesecretaresse en particulier chauffeur. In 1965 ging ze werken als bankemployé bij de Nederlandsche Middenstandsbank (NMB) in Rozenburg. Bij de gemeenteraadsverkiezingen van 1970 stond ze als nummer twee op de Rozenburgse VVD-kandidatenlijst. Ze werd verkozen en kort daarop wethouder wat ze tot 1978 zou blijven. In september 1979 werd Niemantsverdriet-Leenheer benoemd tot burgemeester van Westerschouwen en daarmee was ze de eerste vrouwelijke burgemeester van Zeeland. In mei 1991 ging ze met pensioen en begin 2009 overleed ze op 82-jarige leeftijd.